# Vassili Michine
Pour les articles homonymes, voir Michine.
Vassili Pavlovitch Michine (en russe : Василий Павлович Мишин), né en 1917 à Byvalino près de Moscou et mort le 10 octobre 2001 à Moscou, est un ingénieur russe qui a participé au développement des premières fusées soviétiques. Bras droit de Sergueï Korolev à compter de 1946, il participe dans les années 1950 et 1960 à la conception des premières fusées soviétiques, d'abord pour des applications militaires, puis dans le cadre du programme spatial habité. Lorsque Korolev décède en 1966, il prend sa succession. Il se retrouve à la tête de plusieurs projets de grande taille alors que l'astronautique soviétique entame son déclin, victime de sa désorganisation et de son manque de moyens. Le  développement de la capsule spatiale Soyouz comme celui du lanceur géant N-1 sont marqués par des défaillances à répétition. Le Programme lunaire habité soviétique n'obtient pas le succès escompté face au programme Apollo. Il n'a pas plus de chance avec la mise au point de la station spatiale Saliout. À la suite des échecs du lanceur N-1, il est contraint de quitter son poste en 1974 tandis que le programme lunaire habité soviétique est arrêté. Il abandonne toute activité spatiale et consacre les 15 années suivantes de sa vie à l'enseignement. Son rôle dans le programme spatial est tenu secret par les autorités de même que l'existence du programme lunaire. Son nom et l'histoire de cette période ne sont portés à la connaissance du public soviétique et des occidentaux qu'en 1989 au moment de la glasnost.

## Formation
Michine nait le 5 janvier 1917 à Byualino non loin de Moscou. Il a un frère et une sœur qui décèdent dans leur enfance et il est élevé par son grand-père lorsque son père est envoyé en prison pour ne pas avoir dénoncé l'auteur d'une plaisanterie sur Staline. Après la libération de son père, il déménage à Moscou. En 1935 il a la chance de pouvoir entrer à l'âge de 18 ans  à l'Institut aérospatial de Moscou. Il est considéré comme un étudiant particulièrement brillant. Il effectue le stage validant son parcours universitaire au bureau d'études de V.F. Bolkhovitinov qui comme le  NII-3 travaille sur les fusées. Michine est également connu à l'époque pour avoir été un des premiers pilotes d'avions d'Union Soviétique à maitriser la technique permettant de démarrer un avion sans assistance extérieure. En 1941 il intègre le bureau de Bolkhovitinov et travaille sur l'avion-fusée BI-1 qui effectue son premier vol en 1942. Michine, spécialiste des systèmes de pilotage, est l'un des ingénieurs chargé d'évaluer le programme de fusées allemand après la défaite du régime nazi en 1945. Il se fait remarquer par sa capacité à déduire le fonctionnement d'un système complexe à partir de quelques débris. Le passé de son père constitue toutefois un handicap et ses déplacements sont systématiquement contrôlés.

## Adjoint de Sergueï Korolev (1946-1966)
Lorsque Sergueï Korolev crée en 1946 son célèbre bureau d'études OKB-1, il choisit comme adjoint Michine qui devient son homme de confiance. Celui-ci va constituer un soutien efficace dans la difficile lutte que Korolev va mener pour imposer ses idées visionnaires. En 1959 il est chargé par Korolev de développer le missile balistique R-9 Desna qui bien qu'utilisant des ergols cryogéniques peut être lancé en moins de 15 minutes. Le projet est un succès technique mais du fait de son cout il ne sera construit qu'à un petit nombre d'exemplaires,.

## Responsable du programme spatial habité (1966-1974)
Quand Korolev meurt en 1966, son poste est proposé à plusieurs de ses adjoints qui déclinent tous l'offre. Michine accepte de prendre la place de son mentor à la tête de l'ensemble du programme spatial habité soviétique. Si Michine connait parfaitement tous les rouages du programme et est reconnu pour ses connaissances techniques, son intelligence et sa capacité à identifier les solutions, son caractère abrupt le rend peu populaire auprès de ses pairs. Contrairement à Korolev, il n'a pas le sens politique et préfère laisser pourrir les situations de blocage plutôt que de tenter de convaincre ou de trouver un compromis.
Michine se retrouve chargé de poursuivre le travail sur le lanceur N-1 développé en secret par les soviétiques, en réponse projet Apollo des États-Unis. Mais il a également sous sa responsabilité le développement du vaisseau spatial Soyouz dans deux versions complètement différentes, de l'atterrisseur lunaire L3 et de la station spatiale Saliout. L'astronautique soviétique entame à l'époque une phase de déclin. La mise au point du vaisseau Soyouz se passe mal. Mis sous pression par les dirigeants soviétiques Michine décide de lancer une capsule Soyouz qui n'est pas au point avec un cosmonaute à bord qui périra au retour sur Terre victime d'une défaillance du parachute. Le premier équipage qui occupe la première station spatiale soviétique périt également lors du voyage de retour, victime d'une dépressurisation de la cabine. Michine fait face à des objectifs impossibles à tenir. Il boit et est parfois absent lors de réunions importantes.  La fusée N-1, développée dans la hâte en utilisant des solutions techniques non optimales, est lancée à quatre reprises entre 1969 et 1972 mais tous les lancements sont des échecs. Entre-temps la NASA a atteint son objectif et a réussi à poser le premier  homme sur la Lune en 1969. Le 2 mai 1974 Michine est remplacé à la tête du programme spatial habité soviétique par Valentin Glouchko, le vieil ennemi de son mentor Korolev. Glouchko, avec le soutien du  ministre de tutelle Dimitri Oustinov, décide l'abandon du développement du lanceur et l'arrêt du programme lunaire.

## Reconversion dans l'enseignement
En quittant son poste Michine a du jurer, comme tous ses collaborateurs, de ne rien révéler du programme lunaire habité soviétique. Après avoir refusé l'aide de Léonid Brejnev, qui proposait de lui trouver un emploi, il devient professeur en techniques spatiales à l'Institut aérospatial de Moscou. Il ne joue plus aucun rôle dans le programme spatial même s'il conçoit deux satellites pour radio-amateurs dans le cadre de sa fonction d'enseignant. Son rôle dans le programme spatial est officiellement complètement passé sous silence : Valentin Glouchko qui contrôle à l'époque l'ensemble des publications historiques sur l'ère spatiale a fait en sorte qu'il ne soit jamais mentionné. Les spécialistes occidentaux dans les années 1970/1980 supposent généralement que Korolev a été remplacé après son décès par  Mikhail Yangel ou Vladimir Tchelomeï. Ce n'est qu'avec la glasnost que la vérité apparait. Le programme lunaire est révélé par une obscure revue soviétique en juillet 1989 qui publie quelques extraits du journal que tenait Nicolaï Kamanine responsable de l'entrainement des cosmonautes. Peu après de nombreuses publications et articles rendent compte du programme et le rôle de Michine est dévoilé au grand public et aux occidentaux. Michine accorde alors de nombreux interviews dans lesquels il a des mots durs pour ceux qui l'ont réduit au silence et est très critique sur l'état du programme spatial russe contemporain. En 1993 il met en vente le journal qu'il tenait ; celui-ci est acheté pour 190 000 $ par la fondation Perot ; certains extraits sont désormais visibles au Musée National de l'Air et de l'Espace à Washington.  Michine décède à Moscou le 10 octobre 2001 à l'âge de 84 ans,.

## Jugement porté par la postérité
Beaucoup d'historiens estiment que Michine porte une part de responsabilité personnelle dans l'échec du programme lunaire et le déclin du programme spatial soviétique. Michine avait un caractère impulsif et n'avait pas la capacité à convaincre les décideurs et à mobiliser ses équipes qui constituait une des forces majeures de Korolev. Il a poursuivi la politique de Korolev en bataillant pour conserver le monopole sur le programme spatial habité : il a fait en sorte de récupérer le programme de station spatiale militaire Almaz ainsi que le projet de mission circumlunaire (programme Zond) alors qu'il avait du mal à faire face aux échéances des projets qui lui étaient déjà confiés.  Mais Michine, à la mort de Korolev, s'est retrouvé face à des échéances difficiles voire impossibles à tenir. Le lanceur N-1 n'était pas capable de lancer le train lunaire et il a fallu mettre au point de nombreux artifices pour augmenter suffisamment sa charge utile afin qu'il puisse remplir son rôle. Le programme lunaire habité soviétique a démarré trois ans après celui de la NASA. Alors que celle-ci s'appuyait sur une demi-douzaine de grandes entreprises pour développer les composants de ce programme, l'OKB-1 dirigé par Michine a du prendre en charge l'ensemble des tâches de conception,.

## Œuvres
Michine a publié en 1993 un ouvrage intitulé Pourquoi nous ne sommes pas allés sur la Lune dans lequel il décrit le programme lunaire russe et le rôle qu'il a joué dans son développement.
- Vasiliǐ Pavlovich Mishin (trad. Pouliquen, Marcel), Pourquoi nous ne sommes pas allés sur la lune, Toulouse, Cépaduès-éd, 1993 (ISBN 978-2-85428-311-2, OCLC 35967128, BNF 35576396)